# Prostitution

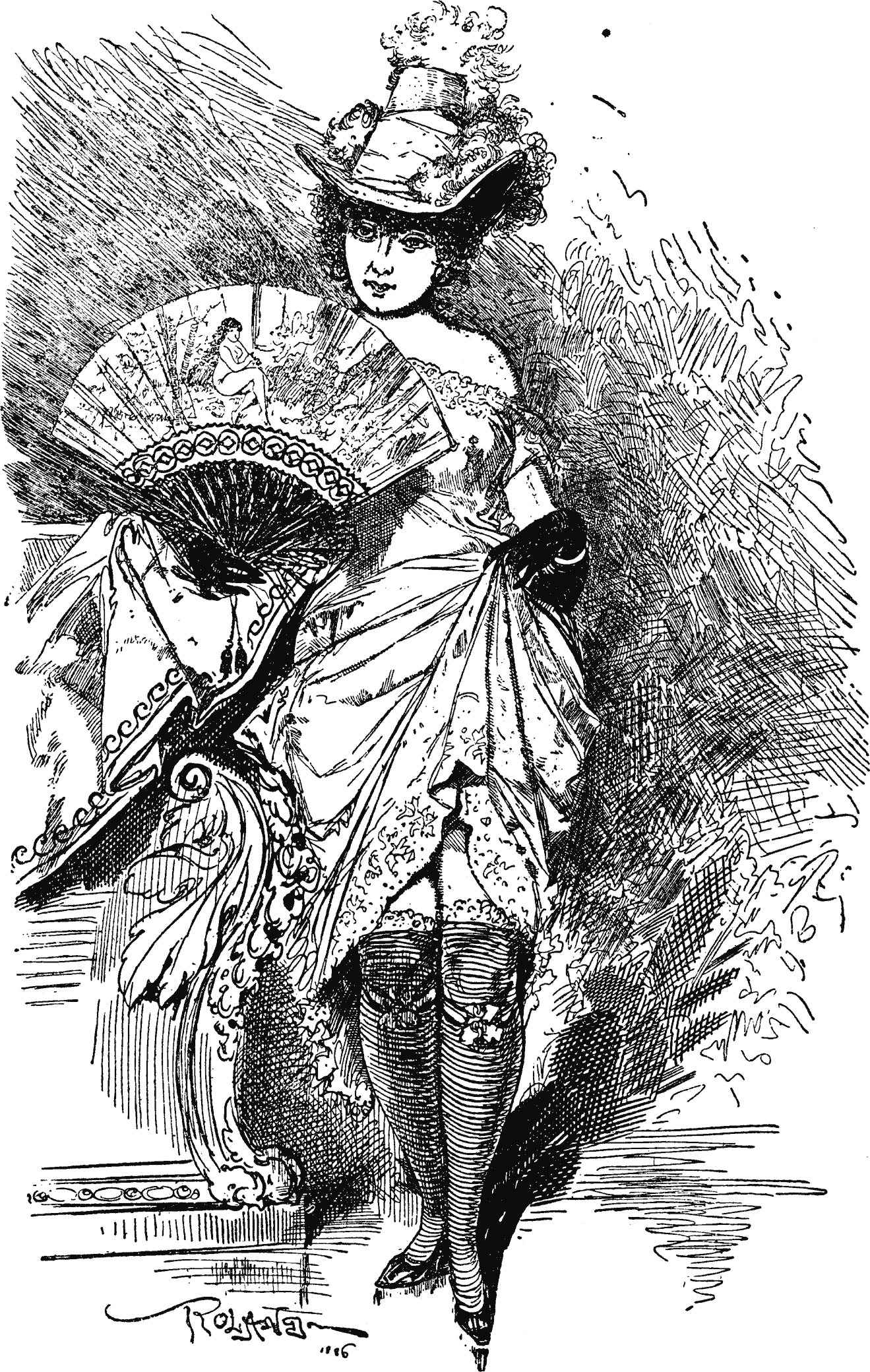
Prostituée en 1890.

« Pute » redirige ici. Pour les autres significations, voir Pute (homonymie).

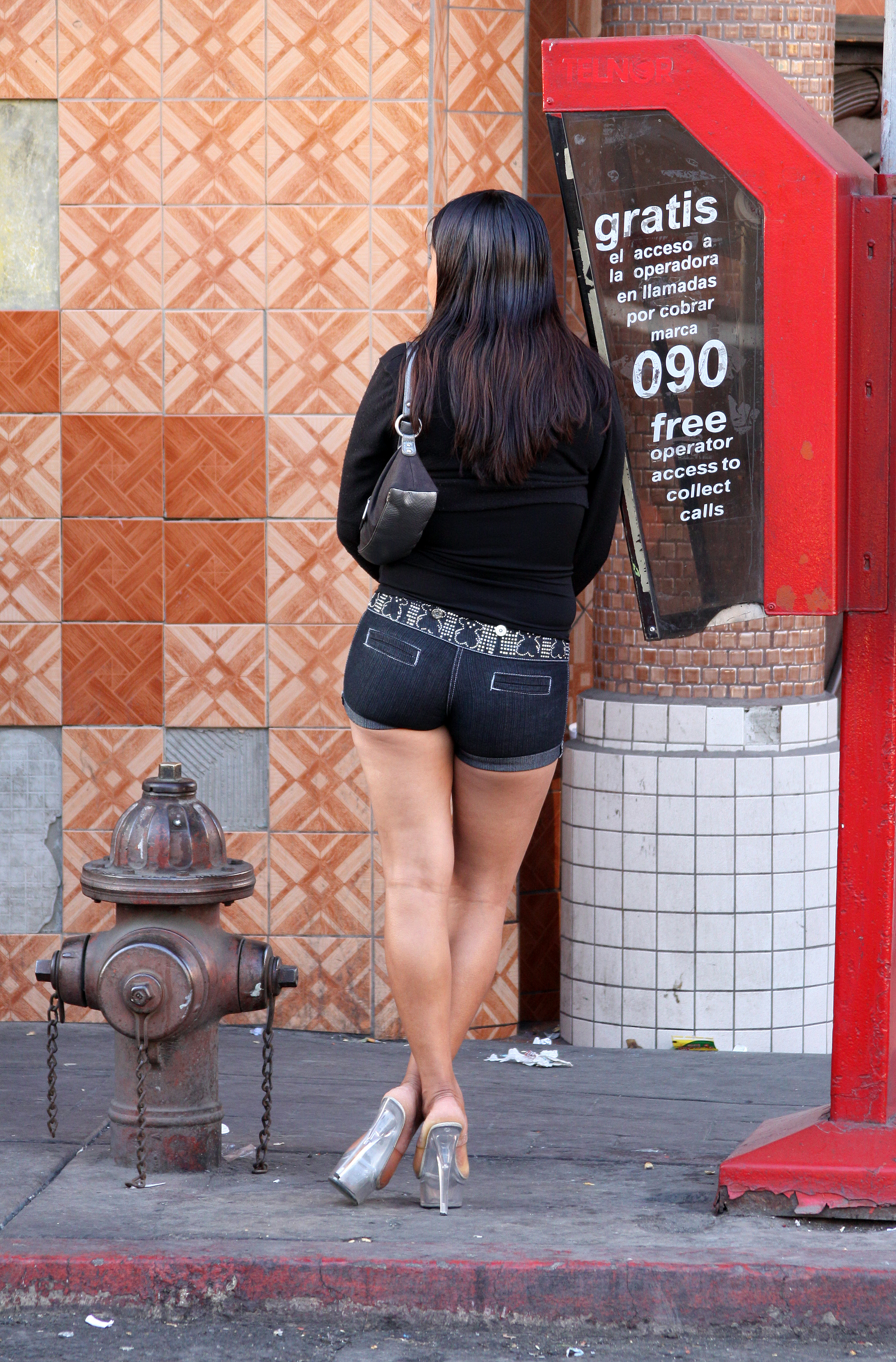
Prostituée à Tijuana, au Mexique.

La prostitution (du latin prostitutio) est une forme d'échange économico-sexuel : offre d'un service sexuel contre rémunération. Elle recouvre généralement un espace social hétérogène composé souvent d’individus issus de milieux modestes ou très modestes, parfois marginaux, qui trouvent dans cette activité un moyen d’existence et de subsistance. Elle est à 80 % exercée par des femmes même s'il existe une prostitution masculine. Les études sur la prostitution montrent que « l'immense majorité des clients de la prostitution sont des hommes »,. En France, selon les chiffres de la proposition de loi visant à sanctionner les clients de prostituées de 2013, 99 % des clients sont des hommes alors que 85 % des prostituées sont des femmes. En 2012, de 40 à 42 millions de personnes se prostituent dans le monde, neuf sur dix d'entre elles dépendent d'un proxénète et les trois quarts d'entre elles ont entre 13 et 25 ans. Le statut légal de la prostitution varie selon les pays et peut également être classé de l'illégalité aux activités légales professionnelles. En 2010, les revenus annuels de la prostitution sont estimés à plus de 187 milliards de dollars. Un à deux millions de femmes dans le monde sont vendues chaque année comme des objets sexuels pour la prostitution par des réseaux internationaux, la majeure partie venant de pays pauvres pour être exploitée notamment dans des pays riches.
D'un point de vue législatif, on peut distinguer trois conceptions de la prostitution, produisant trois approches politiques des États sur son exercice : le réglementarisme, l'abolitionnisme (et sa variante néoabolitionniste) et le prohibitionnisme. Qu’ils condamnent ou qu’ils administrent la prostitution, qu’ils fassent des personnes prostituées des coupables ou des victimes, ces régimes convergent néanmoins dans leurs enjeux et dans leurs effets quant à la définition de la prostitution comme un « problème public ».
La prostitution est régulièrement l'objet de vives controverses entre politiques et intellectuels qui sont en faveur d'une légalisation de l'activité et ceux qui sont partisans de son interdiction. De telles controverses ont notamment lieu au sein des mouvements féministes.

## Histoire

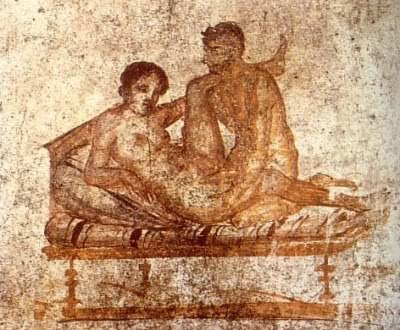
Fresque du lupanar de Pompéi, datant du Ier siècle, montrant une prostituée et son client.

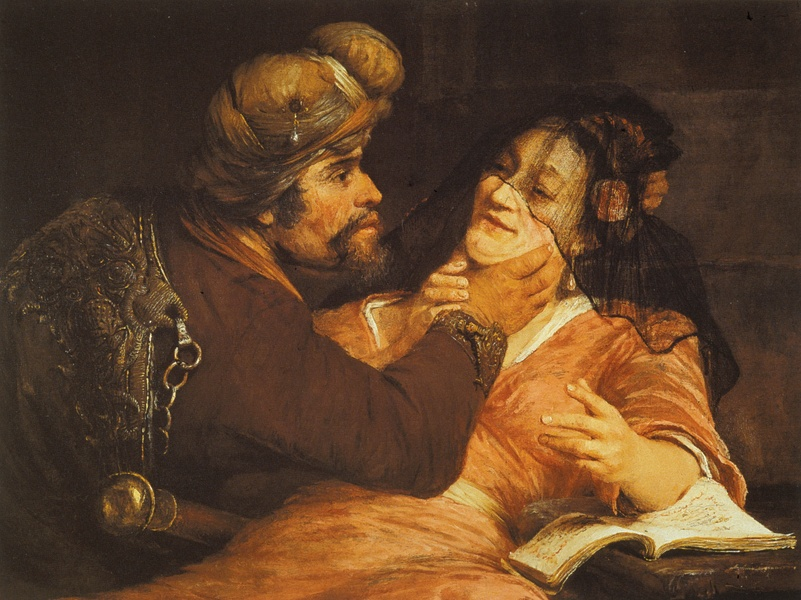
Thamar et Juda de Arent de Gelder, 1667. Illustration de la prostitution dans la Bible et dans la Torah (Genèse 38:16).

À Rome, comme ailleurs dans le bassin méditerranéen, ceux qui possèdent des esclaves peuvent en user à leur guise puisque l'esclave est une propriété privée. La femme esclave est d’ailleurs exclue du champ d’application des lois sur l’adultère : son compagnon ne peut l’accuser, que son amant soit le maître ou un tiers. Par ailleurs, les lois condamnant les maîtres qui prostituent leurs esclaves sont si peu efficaces qu’elles vont être souvent reproclamées du Ier au IVe siècle, de même que les lois assimilant à l’adultère les rapports sexuels entre la maîtresse et son esclave. Cependant, la prostitution reste florissante à Rome où elle se présente sous des formes multiples : les prostitués se trouvent en maison signalée par des bougies allumées pendant les heures d'ouverture, dans des auberges, dans des loges, ou dans la rue, devant les arcades (appelées fornix d'où le terme de fornication) comme devant la porte de leurs domiciles. Dans les maisons closes, le client peut échanger un type de jeton, appelé spintria, contre une faveur sexuelle spécifique. Très tôt, dès le IIe siècle av. J.-C., les prostitués sont inscrits sur un registre spécial et doivent être munis d’une licence d’exercice. Civilement, ils sont frappés d’indignité. Leur condition varie, des plus miséreuses, esclaves, aux courtisans et courtisanes de luxe dont les services se monnaient très cher. Les réseaux sont alimentés par le trafic d’esclaves alimenté par les guerres et la piraterie : à Délos, 10 000 esclaves sont vendus chaque jour, et dans l’empire ce sont des dizaines de milliers d’enfants et d’adolescents qui approvisionnent chaque année ce marché de la prostitution.
Les sociétés judéo-chrétiennes connaissent la condamnation prohibitionniste depuis les premiers temps du judaïsme. Cette interdiction s'est imposée dans l'Empire romain en parallèle de l'adoption du christianisme. Les mesures abolitionnistes, malgré leur inefficacité patente, sont maintenues jusqu'au XIIe siècle. À cette date, une relative période de tolérance commence, accompagnée d'une réglementation adaptée. Au XVIe siècle, à la suite des ravages de la syphilis venue du Nouveau Monde qui touche toutes les couches de la société, l’opprobre sur la sexualité hors des liens du mariage réapparaît fortement dans toute l'Europe. Le XIXe siècle voit l’émergence d’une certaine tolérance étatique et d’un encadrement juridique et sanitaire. À la fin du XIXe siècle, avec les combats de Josephine Butler, l'abolitionnisme moderne naît en Grande-Bretagne victorienne.
La France, qui a été le pays d'origine du réglementarisme, change d'orientation en 1946 et adopte un régime abolitionniste, à la suite de la loi dite « Marthe Richard ». L'Italie suit en 1958 avec la loi dite « Merlin ».
La philosophe américaine Judith Butler affirme que « toute féministe digne de ce nom devrait s'occuper de la syndicalisation des prostituées » et regrette que les positions abolitionnistes et prohibitionnistes privent « de la capacité de consentir »,. À l'inverse, la juriste Catharine MacKinnon affirme que « Judith Butler et les autres sont seulement des voix pour une certaine forme de misogynie et de déni » et soutient un lien entre prostitution, pornographie et violence faite aux femmes,. En France un débat similaire oppose notamment Élisabeth Badinter à Sylviane Agacinski.

## Lois et politiques

### Survol de l'état des lois
Certaines juridictions interdisent l'acte de prostitution (l'échange de services sexuels pour de l'argent) ; d'autres pays n'interdisent pas la prostitution, mais interdisent les activités typiquement associées avec la prostitution (la sollicitation dans un lieu public, l'exploitation d'un bordel, le fait de fournir des locaux pour la pratique de la prostitution, le proxénétisme, etc), ce qui rend difficile de se livrer à la prostitution sans enfreindre la loi ; tandis que dans un petit nombre de pays la prostitution est légale et réglementée.
Dans les pays qui permettent la prostitution, on peut distinguer deux situations différentes : les pays où la prostitution est tolérée seulement parce qu'il n'y a pas une loi spécifique qui interdit l'acte (en général ce sont des pays qui interdisent la prostitution organisée), et les pays où la prostitution est légale et réglementée : ici il y a une loi spécifique qui autorise explicitement la pratique si certaines conditions sont respectées (par exemple si la prostituée est enregistrée auprès de l'organisme compétent, si elle subit des contrôles de santé réguliers, etc. ; en général ce sont des pays qui permettent les maisons closes). Les références associées à chaque pays pointent soit sur un article précisant l'existence de la prostitution dans le pays, soit sur des références légales.

#### Canada
En décembre 2014, le Canada a changé d'approche dans la réglementation de la prostitution, en passant d'une politique législative qui réprimait les actes de prostitution par les prostituées vers un régime juridique qui réprime surtout l'achat de services sexuels par les clients, tout en maintenant l'interdiction du proxénétisme et de tirer autrement profit de la prostitution.

#### France
En France, depuis la loi du 13 avril 2016,, l'exercice de la prostitution est toléré mais l'achat de services sexuels est interdit.
Le proxénétisme, y compris le « proxénétisme hôtelier » (mise à disposition de chambres) et le « proxénétisme de soutien » (notamment « l’aide, l’assistance, ou la protection de la prostitution d’autrui ; tirer profit de la prostitution d’autrui ») sont également interdits. La loi sur le proxénétisme est particulièrement sévère lorsque le proxénète agit sur des mineurs, des personnes vulnérables comme les femmes enceintes ou les handicapés.[réf. souhaitée]

#### Droit de l'Union européenne
Au niveau du droit européen, l'exercice de la prostitution en tant qu'activité indépendante tombe dans le cadre de la libre circulation des services, tel que prévu par l'article 56 TFUE,.

### Traitement politique

État de la législation dans le monde
Prostitution légale et encadrée par des lois
Prostitution dépénalisée (pas de poursuites pénales pour les personnes prostituées)
Prostitution tolérée, pas légalisée, et donc pas réglementée. Les activités organisées (maisons closes ou proxénétisme) sont illégales
Recours à la prostitution illégal (seuls les clients sont punis par la loi)
Prostitution illégale (les personnes prostituées et les clients sont punis par la loi)

Traditionnellement, on classe les positions politiques sur la prostitution en trois positions distinctes, proposant pour la prostitution des cadres juridiques différents. Si ces positions ont des vues différentes sur la nature même du fait prostitutionnel, elles ont en commun d'envisager la prostitution comme un problème social, que ce soit pour des raisons sanitaires, morales ou sécuritaires.
- Le prohibitionnisme préconise l'interdiction de la prostitution, via la condamnation des prostituées, des proxénètes et, parfois, celle des clients. Le prohibitionnisme légitime la pénalisation des prostituées par une culpabilisation de l'acte prostitutionnel, dénoncé comme immoral et dangereux. Des pays prohibitionnistes sont : les États-Unis où personnes prostituées, proxénètes et clients sont punis par la loi (sauf dans dix comtés du Nevada, où la prostitution est réglementée)[20], l'Égypte[20], le Maroc[20], les Comores, le Belize[20], l'Arabie saoudite[21], la Birmanie[20], la Corée du Sud[20], les Émirats arabes unis[20], l'Iran[22], le Laos[20], la Mongolie[20], le Népal[20], les Philippines[20], la république populaire de Chine[23], le Sri Lanka, le Viêt Nam[24], le Yémen[25].
- Le réglementarisme préconise l'encadrement de la prostitution, vue comme un mal nécessaire, par les autorités. Ainsi, pour Saint Augustin, « supprime les prostituées, et les passions bouleverseront le monde ; donne-leur le rang de femmes honnêtes, l'infamie et le déshonneur flétriront l'univers » . Pour Alexandre Parent du Châtelet, père des égouts parisiens et du réglementarisme hygiéniste, « les prostituées sont aussi inévitables dans une agglomération d’hommes que les égouts, les voiries et les dépôts d’immondices […] elles contribuent au maintien de l’ordre et à la tranquillité de la société » , mais « elles sont aussi une menace morale, sociale, sanitaire et politique » , il faut donc « réglementer leur mise à l’écart pour qu’elles ne risquent pas de transmettre leurs vices aux femmes honnêtes »[26]. Cet encadrement des prostituées peut se faire par la restriction des prostituées dans des maisons closes, ou par des lois les soumettant à un fichage et à des examens médicaux réguliers obligatoires.
- L'abolitionnisme naît au XIXe siècle comme une réaction aux politiques prohibitionnistes et réglementaristes, en même temps que les premiers mouvements féministes. Pour les abolitionnistes, les prostituées ne sont pas coupables mais victimes du rapport prostitutionnel, qui constitue une violence qui leur est faite, une exploitation et une atteinte à leur dignité. Les mouvements abolitionnistes réclament à la fois la fin des politiques étatiques répressives à leur encontre (qu'elles soient prohibitionnistes ou réglementaristes), la prévention de la prostitution par l'interdiction du proxénétisme et la lutte contre les réseaux de traite humaine et d'esclavage sexuel, et la garantie de services de soutien adaptés et des parcours de sortie de la prostitution[27].

Au cours des dernières décennies, le paysage politique s'est recomposé avec l'émergence de deux nouvelles approches politiques de la prostitution.
- Le néoabolitionnisme, dans les pays qui ont obtenu l'abolition des réglementations réprimant la prostitution, réclame maintenant « l'abolition de la prostitution », c'est-à-dire une politique visant activement à mettre fin à l'existence de rapports prostitutionnels. S'il s'agit d'une recomposition du mouvement abolitionniste, qui continue parfois à en porter le nom, ce mouvement est parfois qualifié de « néoprohibitionniste » puisqu'il préconise la pénalisation des clients de la prostitution afin de décourager la demande d'achat d'actes sexuels. Ce modèle est adopté dans neuf pays : la Suède, l'Islande, la Norvège, la France, le Canada, l'Irlande, l'Irlande du Nord, Israël et l'État du Maine aux États-Unis et est recommandé par le Parlement européen[28]. La prostitution y est illégale, mais seuls les clients et les proxénètes sont punis par la loi. Des rapports mentionnent des bilans contrastés concernant les lois néoabolitionnistes norvégiennes, la précarisation des prostituées n'ayant pas diminué[29].
- Le syndicalisme, parfois appelé « anti-abolitionnisme » ou « dérèglementarisme », réclame la suppression de la spécificité de la prostitution dans la loi et son encadrement par le même droit du travail. Utilisant le terme de « travailleur du sexe » pour qualifier l'activité prostitutionnelle, les syndicalistes considèrent la prostitution comme une activité professionnelle à part entière. Inspirés par le marxisme, les mouvements syndicalistes considèrent que les prostituées sont victimes d'exploitation, comme tout salarié ou travailleur indépendant fournisseur de service, mais préconisent en premier lieu l'auto-organisation des travailleurs et travailleuses du sexe pour lutter contre leur exploiteurs. Ce courant est souvent confondu avec le réglementarisme ou considéré comme une émanation de celui-ci, mais les syndicalistes récusent une telle filiation[30].

En France, une proposition de loi visant à pénaliser les clients de la prostitution déposée en 2011 fait fortement débat. Une nouvelle proposition de loi similaire est déposée le 10 octobre 2013 par le groupe socialiste à l'Assemblée nationale, suscitant également de vifs débats. Elle est adoptée à l'Assemblée nationale le 4 décembre 2013, et modifiée au Sénat, qui supprime l'article relatif à la pénalisation des clients, soulignant les « effets délétères » qu'une telle mesure pourrait engendrer, et rétablit le délit de racolage. Le texte est adopté en lecture définitive en avril 2016, puis promulgué, dans la version de l'Assemblée nationale.

## Enjeux contemporains
Les travailleurs et travailleuses du sexe sont victimes de violences, d'après l'Organisation mondiale de la santé.
La prostitution est considérée comme un problème parce qu'elle est souvent aux mains de la criminalité organisée. Les prostituées peuvent être victimes d'esclavage. Les prostituées sont également concernées par les maladies sexuellement transmissibles et les convoitises que suscitent leurs revenus. Certains usagers de drogues, le plus souvent l'héroïne ou le crack, obtiennent leurs drogues principalement grâce à la prostitution. L'écrivaine Florence Montreynaud soutient « qu’il n’y a pas de prostituées heureuses, il n’y a pas de putaniers heureux ».
Pour les riverains, la prostitution de rue est souvent très mal vécue car, en termes d'image, elle aurait pour conséquence indirecte de dévaloriser les propriétés du quartier.[réf. souhaitée] Les riverains se plaignent parfois de nuisances causées par les prostituées et se montrent favorables à l'option du cantonnement de la prostitution dans des maisons closes ou des zones urbaines spécifiques, mais cette option relève de la logique NIMBY (Not in my back yard - « pas dans ma cour ») et a pour seul but, tout comme la répression du racolage, de chasser la prostitution de l'espace public pour la reléguer dans des lieux clandestins ou des zones isolées où les prostituées seront encore plus vulnérables.
[Interprétation personnelle ?]
Selon Sabine Dusch, la prostitution engendrerait un chiffre d'affaires mondial de 60 milliards d'euros. En 1998, l'Organisation des Nations unies estimait que, chaque année, quatre millions de personnes se prostitueraient, ce qui générerait entre 5 et 7 milliards de dollars US de profits aux groupes criminels.
La prostitution forcée peut constituer un crime de guerre et un crime contre l'humanité.

## Trafic d'êtres humains
Certaines femmes sont amenées, par le trafic d'êtres humains, à se prostituer. Dans le cadre spécifique de la prostitution forcée, des réseaux criminels peuvent utiliser des techniques de contrainte comme la confiscation de papiers d'identité, le chantage familial, la surveillance par des souteneurs. Il arrive que les prostituées soient l'objet de trafic et soient vendues. Elles peuvent également être droguées de force afin d'être plus faciles à prostituer. Les destinations les plus communes pour les victimes de la traite des êtres humains sont la Thaïlande, le Japon, Israël, la Belgique, les Pays-Bas, l'Allemagne, l'Italie, la Turquie et les États-Unis, selon un rapport de l'Office des Nations unies contre la drogue et le crime de 2007. Beaucoup de femmes, dans le cadre de cette activité, émigrent vers des pays parfois très éloignés. Les principales sources de traite de personnes comprennent la Thaïlande, la Chine, le Nigeria, l'Albanie, la Bulgarie, la Biélorussie, la Moldavie et l'Ukraine.
Actuellement, le trafic d'êtres humains en Asie par le crime organisé, décrit comme le plus grand esclavage sexuel de l'histoire, est largement composé de femmes et d'enfants.

### Prostitution enfantine
La prostitution des enfants est un problème grave dans de nombreux pays. Les enfants sont contraints à la prostitution par les structures sociales et les agents individuels. La pauvreté, les problèmes sociaux, la corruption et la criminalité contribuent à la prolifération de la prostitution des enfants.
En Inde, la police fédérale a annoncé qu'environ 1,2 million d'enfants sont soupçonnés d'être impliqués dans la prostitution.
En Thaïlande, le nombre exact d'enfants en situation de prostitution n'est pas connu, mais le Thailand's Health System Research Institute soutient que les enfants représenteraient 40 % des prostitués thaïlandais.
Aux Philippines, il y a 60 000 à 100 000 enfants prostitués, selon l'UNICEF et des organisations non gouvernementales.
En Colombie, on estime qu'il y a entre 35 000 enfants situation de prostitution, dont 5 000 à 10 000 d'entre eux dans les rues de Bogota,.
En Suisse, la prostitution était légale pour les mineurs de 16 à 18 ans jusqu'en 2013.

## Modalités et vocabulaire

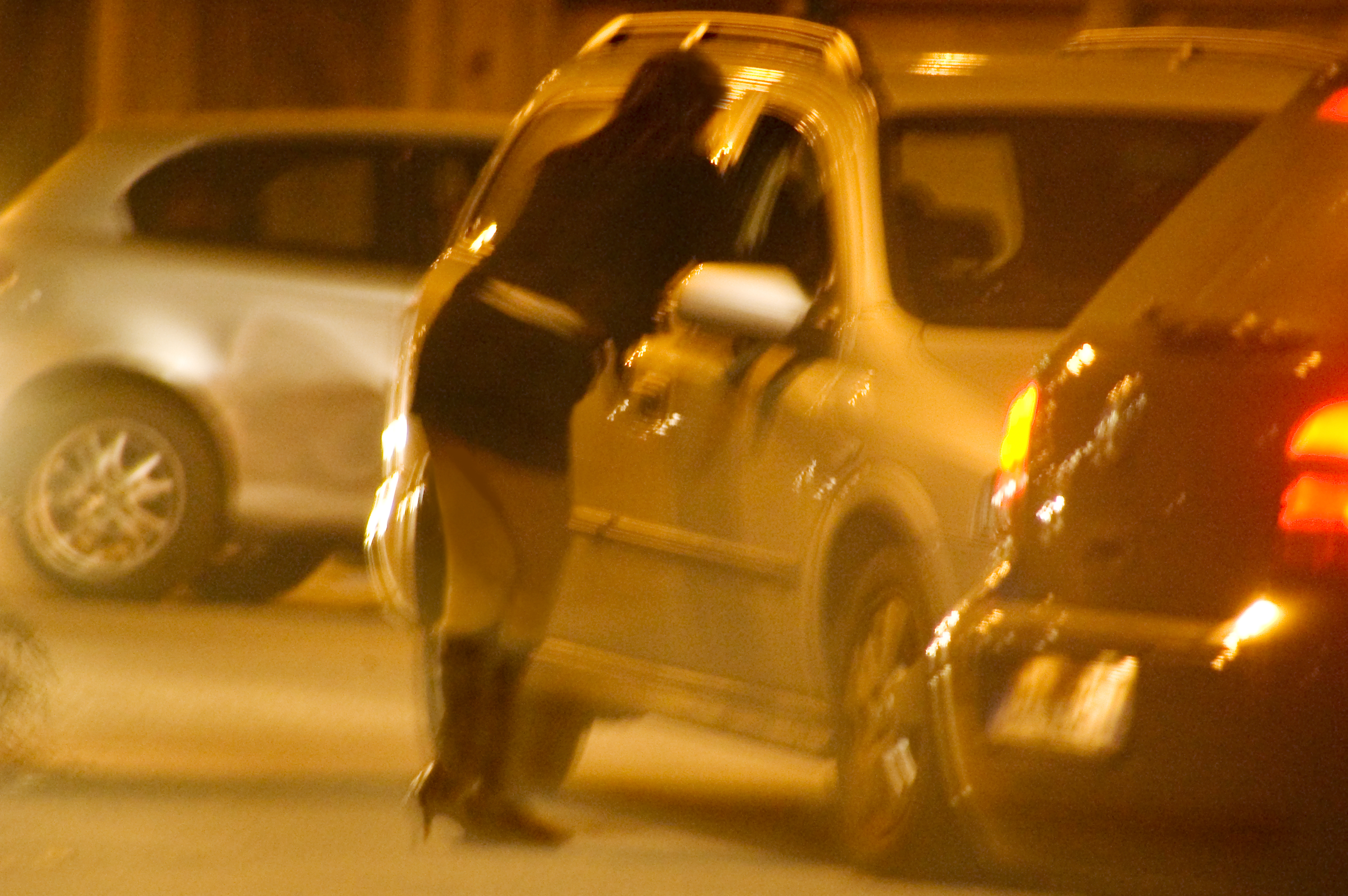
Une prostituée urbaine s'adressant à un client potentiel à Turin, en Italie, 2005.

Autour de la prostitution s'est créé un vocabulaire argotique pour décrire l'activité ou la personne l'exerçant. Le plus souvent, ces expressions ont pris un caractère péjoratif. On qualifie par exemple une prostituée - mais aussi une femme libertine - de « femme de mauvaise vie ». Les prostituées peuvent également être appelées « filles de joie », dans un registre plus enjoué et moins péjoratif.
Faire le trottoir : métonymie décrivant la façon dont la prostituée attend un client. Le terme « péripatéticienne » est également utilisé pour désigner les prostituées « faisant le trottoir », renvoyant au terme grec peripatein (se promener). En créole d'Afrique de l'Ouest, une prostituée est une « trottoire » ou une « cul-boutique », d’où l'expression faire boutique mon cul.
La prostitution est parfois appelée « le plus vieux métier du monde » (expression employée pour la première fois par Rudyard Kipling en 1888 dans sa nouvelle Sur le mur de la ville en pleine ère victorienne puis reprise par les professionnels de la santé au début du XXe siècle), ce qu'interroge l'historienne Michelle Perrot. Dans l'Ancien Testament, voir Tamar (Bible) et Rahab. Dans le Nouveau, voir Marie-Madeleine.
Pour des anthropologues ce serait plutôt le chamanisme, avec les guérisseurs, qui aurait droit à cette dénomination tandis que pour d'autres ce serait le métier de sage-femme. D'ailleurs le terme métier eut un sens varié au cours du temps historique.
Seule entre toutes les cités, Sparte est réputée en Grèce pour n'abriter aucune pornê. Plutarque l'explique par l'absence de métaux précieux et de véritable monnaie — Sparte utilise une monnaie de fer qui n'est reconnue nulle part ailleurs : aucun proxénète ne trouverait d'intérêt à s'y installer. De fait, on ne trouve pas de trace de prostitution commune à Sparte à l'époque archaïque ou classique.

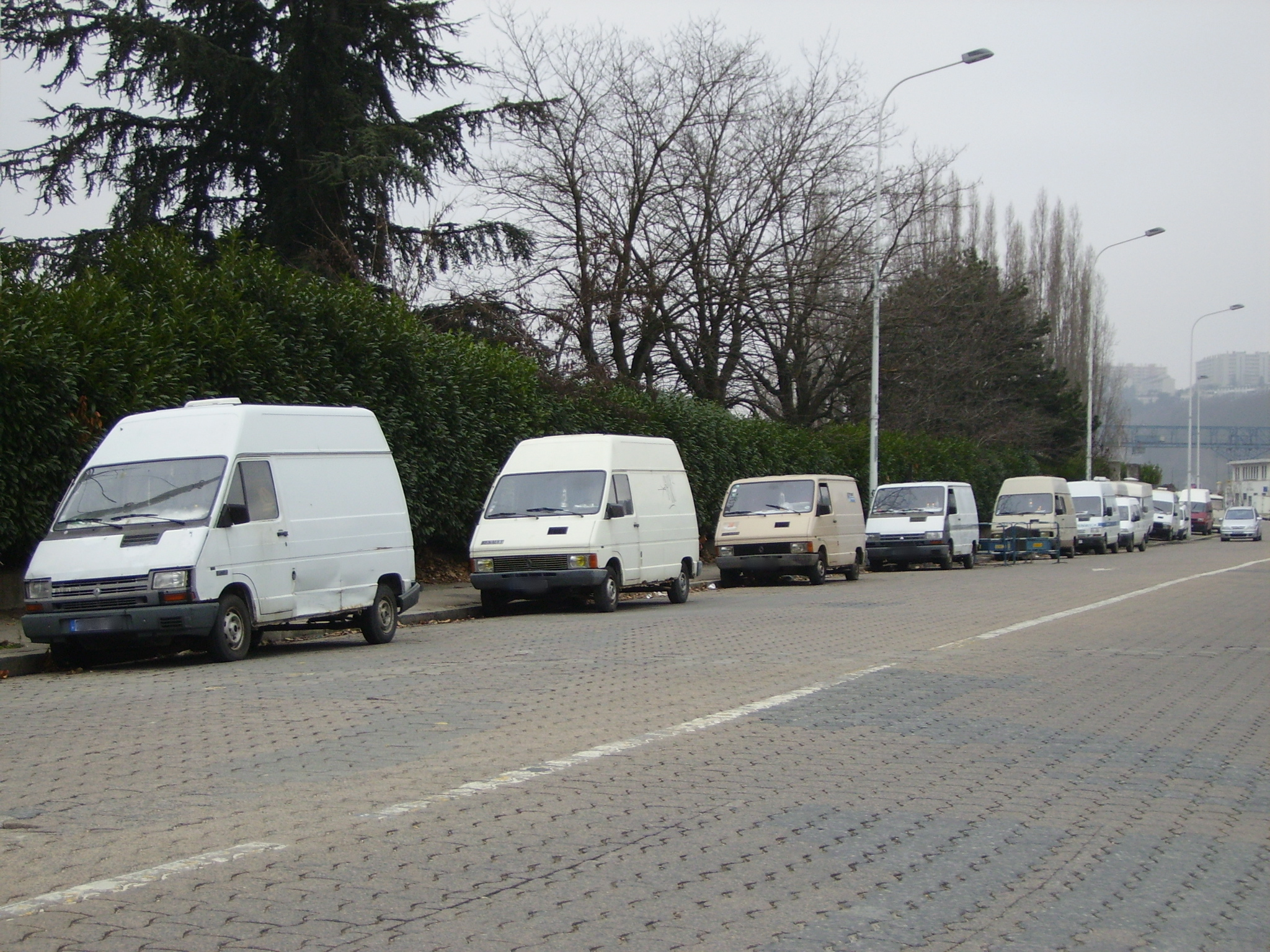
Camionnettes dans lesquelles exercent des prostituées, à Lyon, France.

L’abattage consiste à se prostituer un grand nombre de fois par jour avec des prix très bas. Les maisons d'abattage furent le plus souvent fréquentées par les clients peu fortunés : militaires (voir femmes de réconfort), marins et migrants. Depuis[Quand ?][réf. nécessaire] quelques années cette pratique fait un retour en force par le biais des « tours » : des escortes des pays de l'est s'installent pour une courte période dans un hôtel d'une grosse ville européenne et reçoivent un grand nombre de clients par jour (souvent plus de 10).
Une call girl ou escort se prostitue sur un appel téléphonique. La prostituée peut recevoir le client à domicile ou se déplacer. Les numéros sont diffusés par petites annonces dans des journaux ou de plus en plus par Internet. La dame peut être indépendante ou exercer par le biais d'une agence. Certaines escort-girls dites « de luxe » peuvent, moyennant finance prendre l'avion et ainsi avoir une activité et une renommée planétaire. On retrouve aussi des hommes dans cette activité, et, parfois, des actrices du cinéma pornographique.

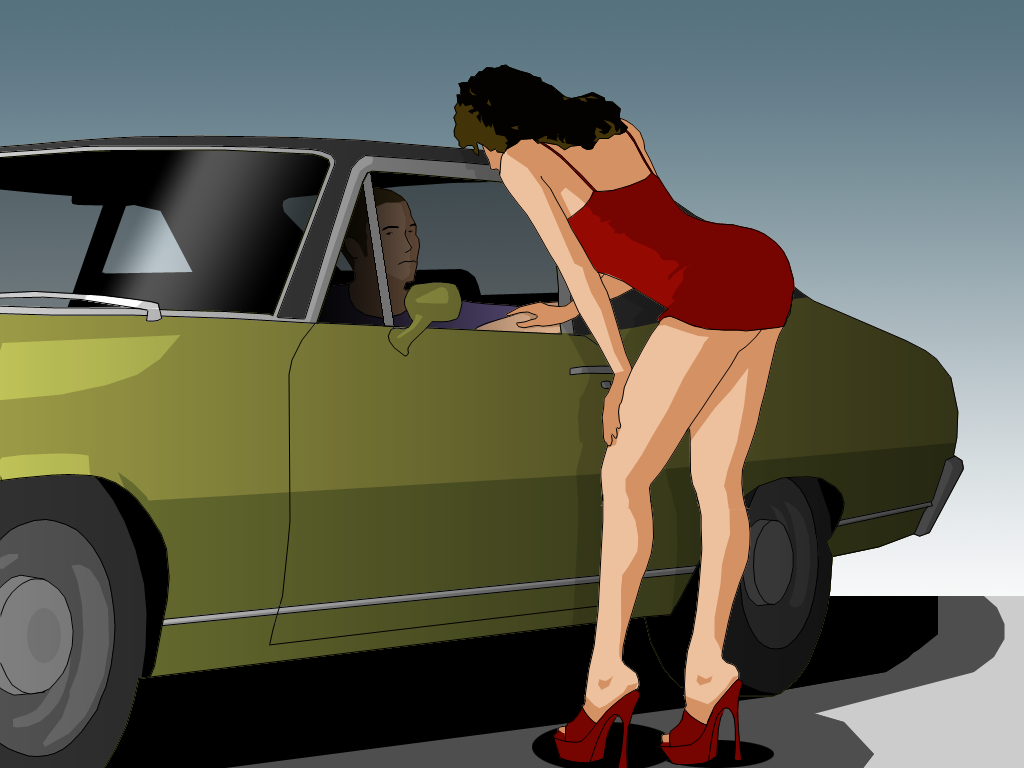
Une tapineuse en pleine négociation.

La prostitution de rue, le tapin, consiste à racoler les clients en marchant sur la voie publique, en prétendant faire de l'auto-stop, ou assise (chaise personnelle, escaliers d'entrée d'immeuble, etc.). La forme la plus voyante est limitée par la police à certaines rues et certains horaires, dits du quartier chaud mais certaines prostituées à l'allure discrète opèrent dans les quartiers passants. Dans certains pays cette prostitution a lieu le long des routes passantes et sur les aires d'autoroute.
La prostitution peut avoir lieu dans tout endroit fréquenté par de potentiel(le)s client(e)s. Cela peut être une discothèque comme une rave party. Le flirty-fishing est une forme de « prostitution missionnaire » mise au point dans la secte des Enfants de Dieu et pratiquée entre 1975 et 1987 : de jeunes fidèles étaient utilisées pour fournir de nouveaux adeptes à leur gourou, David Berg (dit Moïse-David)[réf. souhaitée]. La secte a été dissoute en 1978.
Dans les grandes villes françaises, certains salons de massage proposent implicitement des actes de prostitution puisqu'il y a monnayage de service à caractère sexuel. Il peut être difficile de différencier les salons proposant des prestations de massage classique de ceux proposant des prestations à caractère sexuel. Certains de ces salons ont une façade avec boutique sur rue. D'autres sont plus discrets et doivent être recherchés par le biais de petites annonces ou sur Internet.
La prostitution étudiante existe aussi. En France, la pauvreté des étudiants (225 000 en situation financière difficile) conduit des jeunes femmes et, à moins grande échelle, des jeunes gens à financer leurs études en se prostituant. Les moyens de rencontre utilisés pour des relations sans rémunération comme les agences matrimoniales et les forums de rencontres peuvent aussi être détournés ; la véritable nature de la relation est alors sous-entendue discrètement (par des adjectifs tels que « vénal » ou « généreux »).

### Guerre et prostitution organisée
La fille à soldat est une prostituée qui opère dans les armées en campagne et des casernements, avec l'assentiment de la hiérarchie militaire. On parlait en France de bordel militaire de campagne (BMC).

### Les maisons closes
La prostitution de vitrine est typique des pays froids où la prostituée s'expose en tenue légère dans une vitrine. La négociation se fait par gestes à travers la vitre ou à travers une fenêtre prévue à cet effet. C'est une forme de prostitution particulièrement répandue aux Pays-Bas et en Belgique. La maison close, aussi appelée club, boudoir, studio, cabaret ou sauna, permet aux filles de recevoir leurs clients. Ces maisons vont du bouge à l'établissement grand standing avec sabot de paiement par carte. Le client qui y rentre peut demander à voir les filles pour en choisir une après une revue de détail.

### Prostitution sacrée
La prostitution sacrée est la pratique, aujourd'hui révolue, de relations sexuelles dans le cadre d'un culte, d'un rituel ou d'une tradition religieuse. Elle a notamment été pratiquée dans les cultures pré-juives et indiennes.

### Demi-mondaines, hommes/femmes entretenus
En Côte d'Ivoire, un tonton grotto est un homme d'un certain âge, financièrement aisé et en général marié qui entretient des relations sexuelles avec une jeune fille de facto en situation de prostitution. Une gnangni est l'équivalent pour une femme avec un jeune homme. En 2003, une très grande majorité des étudiantes de l'université d'Abidjan-Cocody serait dans cette situation.

## Dans les arts et la culture populaire

### Iconographie

#### Peinture

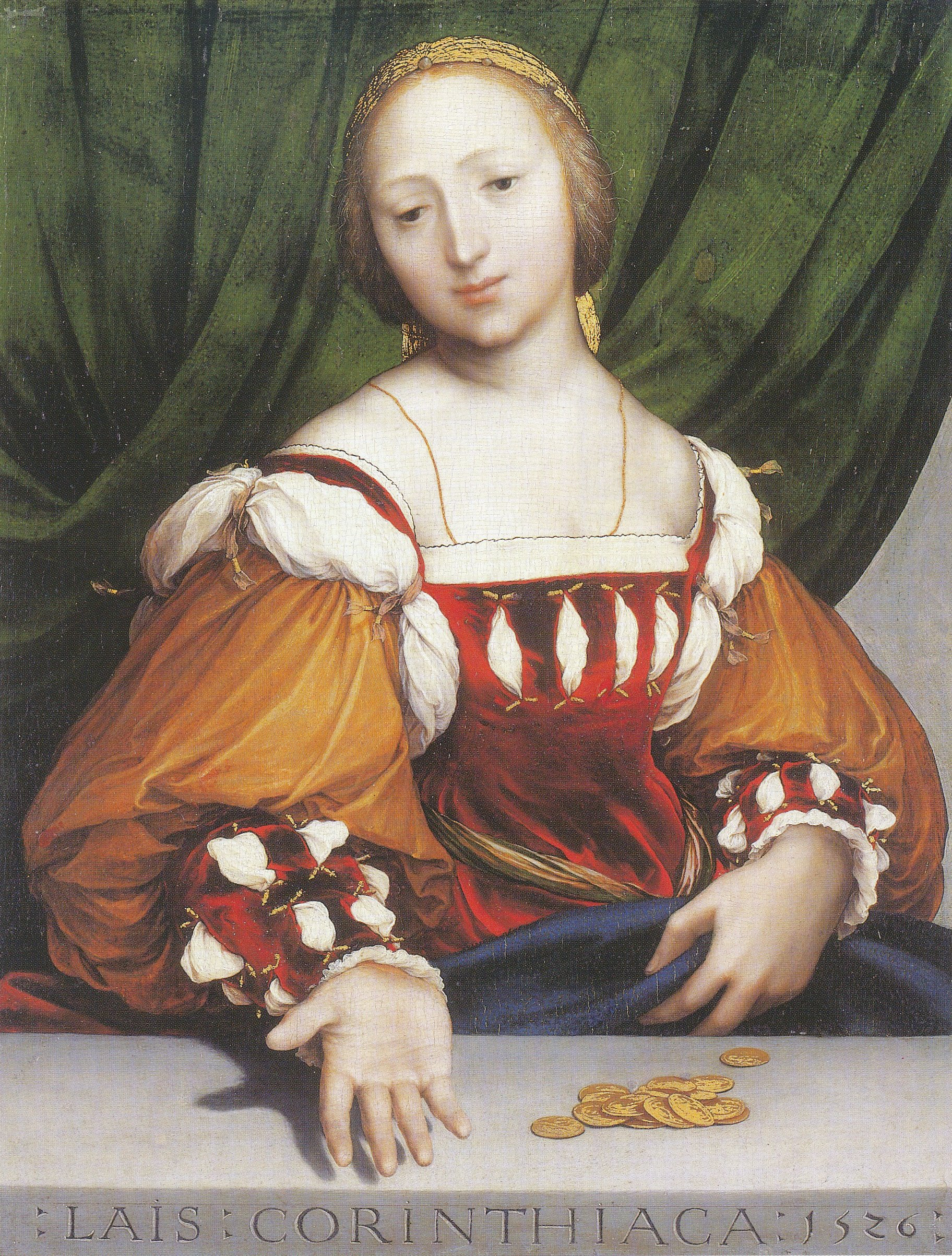
Laïs de Corinthe (1526) attribuée à Holbein.

Des fresques de Pompéi dépeignent des scènes de séduction, préliminaires, combats érotiques et toute une palette de jeux amoureux entre un homme et une femme.
L'artiste de la Renaissance Urs Graf réalise des gravures et bustes de prostituées. Dans la toile Laïs de Corinthe (1526) attribuée à Holbein, le peintre réalise une allégorie de l'amour vénal. Ce tableau est peint à Bâle à une époque où la municipalité décide et finance l'ouverture de deux bordels en périphérie du centre-ville.
L'Entremetteuse de Johannes Vermeer en 1656 est la première scène de genre connue du peintre. Elle s'inscrit dans la tradition, alors vive dans la peinture néerlandaise, des « bordeeltje » (« scènes de prostitution »). Cette tradition a pu prendre comme prétexte la parabole du Fils prodigue de l'Évangile selon Luc, et plus particulièrement le moment où le fils prodigue « dissipe son bien en vivant dans la débauche ». L'occasion était donnée, sous couvert de message moralisateur condamnant le vice, l'alcool et la débauche, de satisfaire les désirs d'une clientèle en proie à une morale religieuse de plus en plus rigoriste.
Jusqu'au XIXe siècle, les modèles des nus académiques sont presque toujours masculins. Les peintres réalistes  prennent alors pour modèles de nus des femmes de classes sociales inférieures, leurs maîtresses ou des prostituées, ce qui explique qu'ils multiplient les scènes de genre avec ces dernières pour dénoncer l'hypocrisie de la société qui veut masquer l'omniprésence de ce phénomène social (Les Demoiselles des bords de la Seine de Gustave Courbet, l'Olympia de Manet) ou la décadence de la nouvelle bourgeoisie triomphante (voir Les Romains de la décadence de Thomas Couture en 1847), pour briser des tabous ou pour inventer des formes nouvelles de représentation.

### Filmographie

#### Cinéma
- En 1967, le cinéaste Luis Buñuel utilise le sujet de la prostitution dans son film Belle de jour. Le film raconte l'histoire d'une femme bourgeoise qui ne parvient pas à avoir du plaisir avec son mari et décide de se prostituer. C'est pour elle le seul moyen d'éprouver du plaisir.
- La même année, le cinéaste Jean-Luc Godard réalise Deux ou trois choses que je sais d'elle, un film sur une femme qui exerce la prostitution occasionnelle pour arrondir les fins de mois. Il avait déjà abordé ce sujet en 1962 dans Vivre sa vie.
- Le film Pretty Woman, réalisé par Garry Marshall en 1990, met en vedette Julia Roberts dans le rôle d'une femme qui exerce la prostitution à Hollywood et rencontre un milliardaire.
- Le film sud-coréen The Bacchus Lady, réalisé par Lee Jae-yong en 2016, traite du problème des dames Bacchus à Séoul.

### Théâtre
- Paying for it, du collectif La Brute, prix Maeterlinck 2020 du meilleur auteur/de la meilleure autrice[65], est le « fruit d’un travail d’investigation de terrain et d’écriture de plateau mené avec sept lauréats de l’ESACT, le spectacle aborde différentes réalités de la prostitution (ou plutôt deS prostitutionS). Après de multiples rencontres auprès de travailleur.se.s du sexe, de policiers de la brigade des mœurs, de clients, d’associations de défense des travailleur.se.s du sexe et d’une de leur porte-parole (...) qui accompagne le projet depuis ses débuts, les actrices et acteurs de ce spectacle incarnent la parole de ces femmes que la société veut rarement entendre. »[66]

### Musique

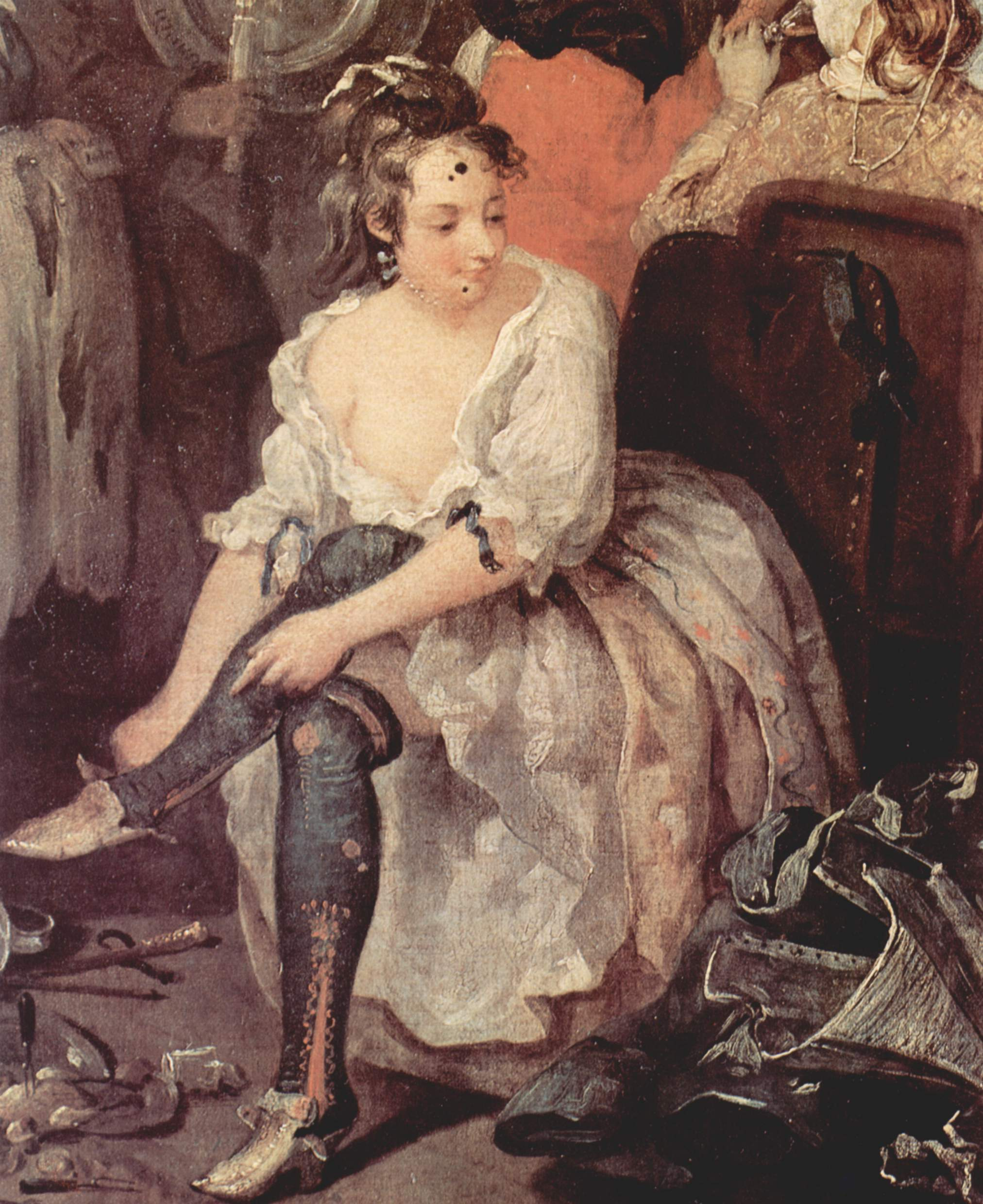
Prostituée figurant sur la 3e planche de La Carrière d'un libertin de William Hogarth, dont s'inspire l'opéra The Rake's Progress de Stravinsky.

- Créé à Venise en 1853, La traviata de Giuseppe Verdi est l'un des premiers opéras qui évoque la figure de la prostituée de luxe, notamment à travers son titre qui peut signifier « femme perdue » en italien[67]. Inspiré de la pièce de théâtre La Dame aux camélias d'Alexandre Dumas fils, l'opéra raconte l'histoire tragique de Violetta, une courtisane atteinte de la tuberculose[68],[69].

- En 1928, dans le célèbre Opéra de quat'sous de Bertolt Brecht et Kurt Weill, la Tango ballade (ballade du souteneur) oppose le point de vue du souteneur à celui de la prostituée qui l'entretient tout en subissant la violence de ce dernier[70].

- La même année, est créé un autre tango écrit par Julius Brammer et Leonello Casucci, dont le titre Schöner Gigolo[71] fait référence à la figure de « l'escort » masculin plus communément appelé gigolo. Ce morceau a ensuite fait l'objet d'une adaptation française : C'est mon gigolo par André Mauprey et Jean Lenoir, puis américaine : Just a Gigolo avec des paroles d’Irving Caesar[72].

- La chanson Love for Sale (en), écrite en 1930 par Cole Porter pour la comédie musicale The New Yorkers (en), provoque un scandale et fait même l'objet d'une interdiction à la radio à cause de ses paroles qui mentionnent clairement des rapports sexuels tarifés[73].

- En 1934, Damia, que l'on surnomme la « tragédienne de la chanson » enregistre En maison (de Maurice Aubret et Jean Delettre) qui conte l'histoire d'une fille de joie qui travaille dans une maison close puis est tirée de sa condition par un bourgeois qui l'épouse[74],[75].

- La dernière scène de l'opéra inachevé Lulu d'Alban Berg (créé en 1937, mais dont le 3e acte n'a été finalisé qu'en 1979 par Friedrich Cerha) voit son héroïne être contrainte à la prostitution à Londres avant de finir assassinée par Jack l'Éventreur[76],[69].

- Écrite par Michel Emer en 1940 et interprétée par Édith Piaf[77], L'Accordéoniste figure parmi les chansons les plus populaires ayant été écrites sur une prostituée. Elle a été reprise par de nombreux artistes comme Renée Lebas, Claude Nougaro ou Mireille Mathieu.

- La 2e scène du premier acte de l'opéra The Rake's Progress (1948-1951) du compositeur russe Igor Stravinsky se déroule dans un bordel du XVIIIe siècle détenu par la tenancière Mother Goose entourée de prostituées et de mauvais garçons[78].

- En 1961, Georges Brassens écrit La Complainte des filles de joie qui, loin de tout romantisme, insiste sur les difficultés que rencontrent les prostituées au quotidien[79].

- En 1963, Jacques Brel dépeint dans sa chanson Au suivant la misère sexuelle des appelés du contingent faisant la queue au sein des bordels militaires de campagne[80].

- Au printemps 1969, les Rolling Stones enregistrent le 45 tours Honky Tonk Women dont les paroles font allusion aux entraîneuses des bars western aux États-Unis[81].

- Un an plus tard, la chanteuse française Barbara fait paraître le disque Madame d'après une pièce de théâtre musical en sept tableaux de Remo Forlani dans laquelle elle joue le rôle d'une tenancière d'un bordel d'Afrique nommé Le Sphynx d'Or. L'album comprend plusieurs titres dont les paroles tournent autour de la prostitution, par exemple De jolies putes[82] ou Le quatre novembre[83].

- En 1972, Lou Reed parle sans fard de sexe tarifé et des pratiques homosexuelles à New York dans sa chanson Walk on the Wild Side qui fut la plus populaire de toute sa carrière[84].

- Le groupe The Police obtient un succès mondial en 1978 avec sa chanson Roxane, nom de la prostituée dont un client tombe amoureux, et qui lui enjoint de ne plus allumer la lanterne rouge afin de signaler aux autres hommes qu'elle n'est plus « disponible »[85].

- En 1985, le chanteur Jean Guidoni enregistre l'album-concept Putains…  exclusivement consacré à la prostitution sous toutes ses formes, et dont les paroles très explicites sont signées par le journaliste et cinéaste Pierre Philippe[86].

- L'année suivante, la chanteuse Mylène Farmer connaît un grand succès avec la chanson Libertine dont l'héroïne clame qu'elle est une « catin ». La chanson a aussi fait l'objet d'un clip très osé pour l'époque[87].

- En 1997, le groupe Indochine aborde le thème de la prostitution masculine dans son morceau Je n'embrasse pas qui s'inspire entre autres du long-métrage J'embrasse pas d'André Téchiné[88].

- Dans la chanson Nid de guêpes écrite en 2002 pour le film homonyme du réalisateur Florent-Emilio Siri, le rappeur Akhenaton traite quant à lui du trafic humain dans les pays de l'Europe de l'Est[89],[90].

### Littérature

#### Témoignages
- Consumée, roman autobiographique d'Antonia Crane, éd. 10/18, 2023.
- TDS - Témoignages de travailleuses et travailleurs du sexe de Tan, éd. Au Diable Vauvert, Vauvert, 2022.

- Bagarre érotique; récit d'une travailleuse du sexe, roman graphique de Klou, édition Anne Carrière, Paris, 2022.
- Princesa, roman autobiographique de Fernanda Farias de Albuquerque, éd. Heliotropismes, 2021.
- Devenir chienne, roman autobiographique d'Itziar Ziga, éd. Cambourakis, Paris, 2020.
- La Maison de Emma Becker, éd. Flammarion, Paris, 2019.
- La drogue dans mes veines, mes enfants dans la peau, roman autobiographique de Samanta Borzi, éd. La boîte à Pandore, Paris, 2013.
- Carnet de bal d'une courtisane, roman autobiographique de Grisélidis Réal, éd. Seuil, Paris, 2005.
- Pute d'appellation contrôlée, roman autobiographique de Gabrielle Partenza, éd. Max Milo, Paris, 2003.

#### Romans
- Prostitution dans la littérature[91]
- Nana, roman d'Émile Zola (1880)
- La Crise, nouvelle d'Anton Tchekhov (1886)
- À la feuille de rose, maison turque, nouvelle de Guy de Maupassant (1875)
- Les Misérables, roman de Victor Hugo (1862), mentionne la prostitution uniquement dans le Tome I. Fantine – Livre Cinquième : la descente – Du chapitre 10 au chapitre 12.
- La Vie devant soi, roman écrit par Romain Gary.

#### Bible
- Dans l'Ancien Testament, la prostitution est l'un des crimes les plus graves et récurrents. Quiconque se livre à un tel acte sera condamné à mort et brûlé au feu, ou voué à l'extermination conformément à la loi de Moïse. Néanmoins, Tamar et Rahab, deux prostituées, échappent à cette sentence. Ces deux personnes étaient ancêtres du Messie Jésus.
- Dans le Nouveau Testament, la prostitution est mentionnée dans plusieurs passages mais, avec l'arrivée de Jésus, tout péché dont la prostitution sera pardonné pour quiconque croit en lui.

#### Études
- Laure Adler,
  - La vie quotidienne dans les maisons closes de 1830 à 1930, Paris, Hachette, coll. « La vie quotidienne », 1990
  - Les Maisons closes : 1830-1930, Paris, Hachette, coll. « Pluriel », 2010
- Catherine Antony, La prostitution clandestine, Paris, Cherche midi, 1996  (ISBN 978-2-86274-427-8)
- Alain Corbin, Les Filles de noce. Misère sexuelle et prostitution au XIXe siècle, Paris, Flammarion, coll. « Champs », 1999
- Catherine Deschamps, Le Sexe et l'argent des trottoirs, Paris, Hachette Littératures, 2006
- Michel Dorais, Les Cow-boys de la nuit, travailleurs du sexe en Amérique du Nord, H&O
- Francis Dupuis-Déri, «Les anarchistes et la prostitution : perspectives historiques», Genres, sexualité & société, no 9, printemps 2013, texte intégral
- Abraham Flexner, La Prostitution en Europe, H. Minod (éd. et préface), Paris, Payot, 1919
- Corinne Gauthier-Hamon et Roger Teboul, Entre père et fils, la prostitution homosexuelle des garçons, Paris, PUF, 1988
- Marie-Elisabeth Handman et Janine Mossuz-Lavau (dir.), La Prostitution à Paris, Paris, La Martinière, 2005
- Gabrielle Houbre (éd.), Le Livre des courtisanes : Archives secrètes de la police des mœurs (1861-1876), Paris, Tallandier, 2006
- Shirley Lacasse, Le travail des danseuses nues : au-delà du stigmate, une relation de service marchand, 2004, Lire en ligne présentation (www.iforum.umontreal.ca)
- Philippe Mangeot, « La femme au masque », Sept images d'amour, Les Prairies ordinaires, 2006
- Lilian Mathieu :
  - Prostitution et sida, Paris, L'Harmattan, 2000
  - Mobilisations de prostituées, Paris, Belin, 2001
  - La Condition prostituée, Paris, Textuel, 2007
  - Sociologie de la prostitution, Paris, La Découverte, 2015
- Alexandre Parent du Châtelet, La prostitution à Paris au XIXe siècle, Paris, Seuil, coll. « Points Histoire », 2008
- Gail Pheterson, Le prisme de la prostitution, Paris, L'Harmattan, coll. « Bibliothèque du féminisme », 2003, 216 p.
- (en) Joanna Phoenix, Making sense of prostitution, New York, Macmillan press, 1999
- Clyde Plumauzille
  - Prostitution et Révolution. Les filles publiques dans la cité républicaine, Ceyzérieu, Champ Vallon, 2016
  - « Prostitution », dans Juliette Rennes et al. (dir.), Encyclopédie critique du genre, Paris, Éditions la Découverte, 2016, p. 499-510.
- R. Radford, La prostitution féminine dans la Rome antique, Morrisville, Lulu, 2007, 168 p.,  (ISBN 978-1-4303-1158-4).
- Brigitte Rochelandet, Histoire de la prostitution : Du Moyen Âge au XXe siècle, Éditions Cabédita, coll. « Archives vivantes », 2007, 156 p.
- Rush F., Le Secret le mieux gardé : l'exploitation sexuelle des enfants, Paris, Denoël-Gonthier, 1980
- M. Sabatier, Histoire de la législation sur les femmes publiques et les lieux de débauche, Kessinger Publishing, 2010 (ISBN 978-1-160-10935-2).
- Fondation Scelles, La Prostitution adulte en Europe, Paris, Érès, 2002
- Jacques Solé
  - L'Amour en Occident à l'époque moderne, Paris, Albin Michel, 1976 (rééd. Éditions Complexes, 1984)
  - L'âge d'or de la prostitution : de 1870 à nos jours, Paris, Omnibus, 1993  (ISBN 978-2-259-02706-9) ; rééd. Paris, Hachette Littérature, 1994  (ISBN 978-2-01-278709-4)
- Paulette Songue, Prostitution en Afrique : l'exemple de Yaoundé, Paris, L'Harmattan, 2000
- Paola Tabet, La grande arnaque. Sexualité des femmes et échange économico-sexuel, Paris, L’Harmattan, coll. « Bibliothèque du féminisme », 2004, 207 p.
- Christelle Taraud, La prostitution coloniale. Algérie, Tunisie, Maroc (1830-1962), Paris, Payot & Rivages, coll. « Histoire », 2003, 496 p.  (ISBN 978-2-228-89705-1)
- Georgina Vaz Cabral, La Traite des êtres humains. Réalités de l'esclavage contemporain, Paris, Maspero, 2006
- (en) Luise White, The Comfort of Home: Prostitution in Colonial Nairobi, Chicago, University of Chicago Press, 1990, XIII + 285 p.
- (en) Merry E. Wiesner-Hanks, Christianity and Sexuality in the Early Modern World, London, Routledge, 2000
- Theodore Zeldin, Histoire des passions françaises, 1848-1945, tome I, « Ambition et Amour », Paris, Seuil, coll. « Points-Histoire », 1978

#### Enquêtes
- Elsa Cayat et Antonio Fischetti, Le Désir et la putain ; Les Enjeux cachés de la sexualité masculine, Paris, Albin Michel, 2007
- Eva Clouet, La prostitution étudiante à l'heure des nouvelles technologies de communications, Paris, Max Milo, 2007, 188 p.
- Louise Dionne, « Prostitution : un crime sans victimes ? », Relations, no 759,‎ septembre 2012, p. 8 (lire en ligne)
- Marie-Elisabeth Handman, Janine Mossuz-Lavau (dir.), La prostitution à Paris, Paris, La Martinière, 2005
- Jean-Luc Hennig, Les Garçons de passe. Enquête sur la prostitution masculine, Paris, Albin Michel, 1978
- Jean-Luc Hennig, Grisélidis, courtisane, Paris, Albin Michel, 1981 ; réédition Paris, Éditions Verticales, 2011
- Catherine Marx, Les différents visages de la prostitution (Débat citoyen), préface de Brigitte Lahaie, Paris, Éditions de l'Éveil, 2014
- Rithy Panh avec Louise Lorentz, Le Papier ne peut pas envelopper la braise, Paris, Grasset, 2007
- Elisabeth Salvaresi, Travelo : enquête sur la prostitution travestie, Paris, Presses de la Renaissance, 1982
- Thierry Schaffauser, Les Luttes des putes, Paris, La Fabrique, 2014, 239 p. (ISBN 978-2-35872-061-8 et 2358720615, OCLC 897741361)
- Le Livre noir de la prostitution (collectif), préface de Jean-Marie Rouart, Paris, Albin Michel, 2000

#### Rapports officiels
- « Prostitution : fragilité accrue au nom de la loi » (Rapport de Médecins du Monde)
- « De nouvelles zones de non-droit : les prostituées face à l'arbitraire policier » (Rapport de la Ligue des droits de l'homme, du Syndicat de la magistrature et du Syndicat des avocats de France)

#### Webdocumentaire
- Les filles de Gerland, webdocumentaire d'actualité de Natacha Boutkevitch, Laurent Burlet et Jean-Louis Rioual

#### Podcast
- [(fr) La politique des putes, Nouvelles écoutes, Océan]
- [(fr) Le prix du sexe, Arte radio, Charlotte Bienaimé (page consultée le 6 février 2019)]